# Chanoines réguliers de la Très Sainte-Croix de l'Étoile Rouge
Les Chanoines réguliers de la Très Sainte-Croix de l’Étoile Rouge (en latin : Canonici Regulares Sanctissimae Crucis a Stella Rubea) ou Croisiers de l'Étoile Rouge, forment un institut de vie consacrée de chanoines réguliers hospitaliers de droit pontifical.

## Histoire
En 1233, Agnès de Bohême, princesse de Bohème, fonde un hôpital à Prague et crée une fraternité de laïcs pour le gérer. En 1235, l'hôpital est doté par la famille royale de quelques terres, ce qui est confirmé le 18 mai 1236 par un bref du pape Grégoire IX. Les revenus sont d'abord partagés avec les clarisses du couvent attenant où Agnès s'est retirée, jusqu'en 1238 où la princesse de Bohème y renonce pour être plus conforme à l'esprit franciscain.
La même année, la fraternité est transformée en institut religieux par Grégoire IX qui exige que ses  membres suivent la règle de saint Augustin. En 1241, Anne de Bohême (1204-1265), sœur d'Agnès, fonde un hôpital à Wrocław qu'elle dote de revenus et le confie aux croisiers, ce qui est confirmé par Innocent IV.
En 1253, il s'étend en continuant l'œuvre hospitalière mais aussi le soin des âmes avec la gestion de paroisses où ils luttent contre l'hérésie ; les taborites assassinent le prêtre croisier de Saint-Étienne à Prague et les hussites détruisent la maison-mère à tel point que l'ordre est sur le point de disparaître. Lors du siège d'Eger (it), ils combattent côte à côte avec les citadins et partagent avec eux leur dernier repas.
Leur hôpital de Prague est aussi le premier refuge d'autres ordres venus en Bohême, entre autres les jésuites (1555) et les capucins (1599). Pendant près de cent cinquante ans, les archevêques de Prague occupent le poste de grand maître et sont soutenus presque entièrement par les revenus de l'ordre. Ce n'est que lors de la restauration des biens de l'archidiocèse à la fin du XVIIe siècle que le grand maître est de nouveau élu parmi les membres de l'institut.
Après le coup de Prague de 1948, tous les ordres religieux catholiques sont supprimés, les monastères sont fermés, les biens confisqués et les membres de l'ordre persécutés. En 1950, 5 croisiers sont condamnés à plusieurs années de prison. En 1990, après la révolution de Velours, le siège de l'ordre revient au monastère de Prague, et assure l'administration de certains sites, comme le Monastère des Minorites de Český Krumlov depuis 1995. Lors des restitutions après 1989, ils ont récupéré des biens d'une valeur de 20 milliards de couronnes tchèques (environ 0,85 milliard d'euros).

## Activités et diffusion
Les croisiers se dédient principalement au ministère paroissial.
Ils sont présents en Tchéquie, ils gèrent aussi l'église Saint-Charles-Borromée de Vienne.
La maison-mère est à Prague.
En 2011, l'institut comptait 19 religieux dont 16 prêtres. Au 1er janvier 2021, l'ordre comptait 18 membres .